# Осада Тарифы (1812)
В ходе осады Тарифы, продолжавшейся с 19 декабря 1811 года по 5 января 1812 года, имперская французская армия под командованием Жана Франсуа Леваля осадила англо-испанский гарнизон во главе с Франциско Копонсом. Несмотря на совет британского полковника Джона Бирна Скерретта покинуть город, Копонс решил держаться. Некоторые из защитников хотели отступить и защищать маленький остров, который соединялся с городом дамбой:275.
Тарифа расположена на самой южной оконечности Испании, примерно в 105 км к юго-востоку от Кадиса. Осада произошла во время Пиренейских войн, являющихся частью наполеоновских войн.

## Силы сторон
Дивизионный генерал Жан Франсуа Леваль командовал корпусом из 15 тыс. солдат, из которых в осаде участвовали 8 тыс.:275; в его распоряжении было 16 осадных орудий. Его французские войска включали три батальона 16-го лёгкого пехотного полка, по два батальона из 43-го, 51-го, 54-го, 63-го, 94-го и 95-го линейных пехотных полков и по одному батальону из 27-го лёгкого и 8-го линейного пехотных полков. Польский контингент Леваля содержал по два батальона из 7-го и 9-го пехотных полков, а его кавалерия включала по четыре эскадрона из 16-го и 21-го драгунских полков.
Генерал Франциско Копонс командовал защитниками, которых насчитывалось менее 3 тыс. человек; у них было 26 орудий. Его испанская бригада включала по одному батальону из пехотных полков Irlanda и Cantabria, одну роту Cazadores (снайперов), 120 артиллеристов и 25 кавалеристов. Британская бригада полковника Джона Бирна Скерретта состояла из 2-го батальона 47-го пехотного полка, 1-го батальона 82-го пехотного, 2-го батальона 87-го пехотного, фланговых рот 1-го батальона 11-го пехотного, одной роты 95-го стрелкового полка, половины эскадрона 2-го гусарского полка Королевского германского легиона и одной пехотной артиллерийской батареи.

## Осада
19 декабря французы отбросили аванпосты гарнизона и исследовали город, чтобы определить наилучшее место для атаки. Видя явное преимущество возвышенности на востоке, 22 декабря они начали копать траншеи, а к рассвету 29 декабря были готовы стрелять из своей 16-фунтовой пушки системы Грибоваля:275. Потребовалось всего несколько часов, чтобы проделать в стене большую брешь.
Казалось, маленький город-крепость Тарифа практически невозможно защищать. Недалеко от его стен находилась возвышенность, с которой было удобно вести артиллерийский огонь по стенам; город не мог противостоять серьёзной атаке:275. Скерретт предложил прекратить оборону и эвакуироваться на кораблях. Капитан С. Ф. Смит из Корпуса королевских инженеров решительно выступил против этой идеи. Он заметил, что внутри стен уровень земли был резко понижался, что в сочетании с глубокой узкой рекой, протекающей через город, сделало бы атаку на него весьма опасной:275. Впрочем, вскоре предложение Скерретта отпало само собой, так как судам было приказано вернуться в Гибралтар, и генерал Кэмпбелл, губернатор Гибралтара, запретил капитанам брать кого-либо на борт:275.
Смит, предвидя действия французов, заранее подготовил оборонительные сооружения против надвигающейся атаки. Более чем 4-метровый крутой склон внутри стен удержал бы французов от отступления; каждый дом, выходящий на территорию предполагаемого вторжения, был забаррикадирован и снабжён гарнизоном; были сооружены ретраншементы, образующие ловушки для врага. Внутри стен был убран весь мусор, несмотря на шрапнельный обстрел со стороны осаждающих:276.
Предложенная французами капитуляция была отклонена защитниками.
В ночь с 29 на 30 декабря шёл очень сильный дождь; опускные решётки, преграждавшие доступ в город по речному руслу, изогнулись внутрь от напора воды, и многие оборонительные сооружения требовали быстрого ремонта перед атакой французов на рассвете.
Французские гренадеры продвигались вдоль уже пересохшего русла реки, пытаясь проникнуть через опускные решётки, однако им это не удалось; атака также была подавлена шквальным огнём 87-го полка. Двигаясь налево, гренадеры попытались добраться до бреши, но, встретив ещё более ожесточённый отпор, отступили к руслу реки, которое прикрывала стрелявшая шрапнелью пушка; они сгрудились возле своих мертвых и раненых товарищей, пока в конце концов не отступили обратно в лагерь:276.
Эта атака так и осталась единственной предпринятой французами. В течение нескольких дней погода стала крайне неблагоприятной, проливной дождь повредил французские батареи и траншеи, так что ночью 4 января 1812 года они начали отходить. Утром союзники, перейдя в наступление, вышли из города, вынудив французов в спешке отступить, бросив всю осадную технику:277.

## Итог
Леваль удалился после того, как совершил единственную неудачную атаку, видя, что болезни начинают разрушать его войско. Не имея возможности извлечь свою тяжёлую осадную артиллерию из грязи, осаждающие уничтожили и бросили большинство своих пушек.
Уильям Нейпир писал:
Тарифа стоила усилий, приложенных для её защиты, и, кроме мужества и преданности войск, без которых ничего не могло быть достигнуто, заслуга в основном принадлежит Чарльзу Смиту, капитану инженеров… поэтому британский инженер заслуживает похвалы за это великолепное сражение.
Чарльз Феликс Смит продолжал участвовать во многих других конфликтах в течение следующих 30 лет. Он стал генерал-лейтенантом и был посвящён в рыцари.
Генерал Франсиско Копонс-и-Навиа продолжил сражаться вместе с англичанами, однако с возвращением в Испанию короля Фердинанда VII его карьера военная прекратилась.
Французы больше не вернулись в Тарифу, а в августе 1812 года они прекратили осаду Кадиса, после чего в течение следующего года французы постепенно отступали вплоть до Франции.